# 1273
Portal Geschichte | Portal Biografien | Aktuelle Ereignisse | Jahreskalender | Tagesartikel

◄ |
12. Jahrhundert |
13. Jahrhundert
| 14. Jahrhundert | ►

◄ |
1240er |
1250er |
1260er |
1270er
| 1280er | 1290er | 1300er | ►

◄◄ |
◄ |
1269 |
1270 |
1271 |
1272 |
1273
| 1274 | 1275 | 1276 | 1277 | ► | ►►
Staatsoberhäupter  · Nekrolog
| Januar | Januar | Januar | Januar | Januar | Januar | Januar | Januar |
| Kw     | Mo     | Di     | Mi     | Do     | Fr     | Sa     | So     |
| ------ | ------ | ------ | ------ | ------ | ------ | ------ | ------ |
| 52     |        |        |        |        |        |        | 1      |
| 1      | 2      | 3      | 4      | 5      | 6      | 7      | 8      |
| 2      | 9      | 10     | 11     | 12     | 13     | 14     | 15     |
| 3      | 16     | 17     | 18     | 19     | 20     | 21     | 22     |
| 4      | 23     | 24     | 25     | 26     | 27     | 28     | 29     |
| 5      | 30     | 31     |        |        |        |        |        |

| Februar | Februar | Februar | Februar | Februar | Februar | Februar | Februar |
| Kw      | Mo      | Di      | Mi      | Do      | Fr      | Sa      | So      |
| ------- | ------- | ------- | ------- | ------- | ------- | ------- | ------- |
| 5       |         |         | 1       | 2       | 3       | 4       | 5       |
| 6       | 6       | 7       | 8       | 9       | 10      | 11      | 12      |
| 7       | 13      | 14      | 15      | 16      | 17      | 18      | 19      |
| 8       | 20      | 21      | 22      | 23      | 24      | 25      | 26      |
| 9       | 27      | 28      |         |         |         |         |         |

| März | März | März | März | März | März | März | März |
| Kw   | Mo   | Di   | Mi   | Do   | Fr   | Sa   | So   |
| ---- | ---- | ---- | ---- | ---- | ---- | ---- | ---- |
| 9    |      |      | 1    | 2    | 3    | 4    | 5    |
| 10   | 6    | 7    | 8    | 9    | 10   | 11   | 12   |
| 11   | 13   | 14   | 15   | 16   | 17   | 18   | 19   |
| 12   | 20   | 21   | 22   | 23   | 24   | 25   | 26   |
| 13   | 27   | 28   | 29   | 30   | 31   |      |      |

| April | April | April | April | April | April | April | April |
| Kw    | Mo    | Di    | Mi    | Do    | Fr    | Sa    | So    |
| ----- | ----- | ----- | ----- | ----- | ----- | ----- | ----- |
| 13    |       |       |       |       |       | 1     | 2     |
| 14    | 3     | 4     | 5     | 6     | 7     | 8     | 9     |
| 15    | 10    | 11    | 12    | 13    | 14    | 15    | 16    |
| 16    | 17    | 18    | 19    | 20    | 21    | 22    | 23    |
| 17    | 24    | 25    | 26    | 27    | 28    | 29    | 30    |

| Mai | Mai | Mai | Mai | Mai | Mai | Mai | Mai |
| Kw  | Mo  | Di  | Mi  | Do  | Fr  | Sa  | So  |
| --- | --- | --- | --- | --- | --- | --- | --- |
| 18  | 1   | 2   | 3   | 4   | 5   | 6   | 7   |
| 19  | 8   | 9   | 10  | 11  | 12  | 13  | 14  |
| 20  | 15  | 16  | 17  | 18  | 19  | 20  | 21  |
| 21  | 22  | 23  | 24  | 25  | 26  | 27  | 28  |
| 22  | 29  | 30  | 31  |     |     |     |     |

| Juni | Juni | Juni | Juni | Juni | Juni | Juni | Juni |
| Kw   | Mo   | Di   | Mi   | Do   | Fr   | Sa   | So   |
| ---- | ---- | ---- | ---- | ---- | ---- | ---- | ---- |
| 22   |      |      |      | 1    | 2    | 3    | 4    |
| 23   | 5    | 6    | 7    | 8    | 9    | 10   | 11   |
| 24   | 12   | 13   | 14   | 15   | 16   | 17   | 18   |
| 25   | 19   | 20   | 21   | 22   | 23   | 24   | 25   |
| 26   | 26   | 27   | 28   | 29   | 30   |      |      |

| Juli | Juli | Juli | Juli | Juli | Juli | Juli | Juli |
| Kw   | Mo   | Di   | Mi   | Do   | Fr   | Sa   | So   |
| ---- | ---- | ---- | ---- | ---- | ---- | ---- | ---- |
| 26   |      |      |      |      |      | 1    | 2    |
| 27   | 3    | 4    | 5    | 6    | 7    | 8    | 9    |
| 28   | 10   | 11   | 12   | 13   | 14   | 15   | 16   |
| 29   | 17   | 18   | 19   | 20   | 21   | 22   | 23   |
| 30   | 24   | 25   | 26   | 27   | 28   | 29   | 30   |
| 31   | 31   |      |      |      |      |      |      |

| August | August | August | August | August | August | August | August |
| Kw     | Mo     | Di     | Mi     | Do     | Fr     | Sa     | So     |
| ------ | ------ | ------ | ------ | ------ | ------ | ------ | ------ |
| 31     |        | 1      | 2      | 3      | 4      | 5      | 6      |
| 32     | 7      | 8      | 9      | 10     | 11     | 12     | 13     |
| 33     | 14     | 15     | 16     | 17     | 18     | 19     | 20     |
| 34     | 21     | 22     | 23     | 24     | 25     | 26     | 27     |
| 35     | 28     | 29     | 30     | 31     |        |        |        |

| September | September | September | September | September | September | September | September |
| Kw        | Mo        | Di        | Mi        | Do        | Fr        | Sa        | So        |
| --------- | --------- | --------- | --------- | --------- | --------- | --------- | --------- |
| 35        |           |           |           |           | 1         | 2         | 3         |
| 36        | 4         | 5         | 6         | 7         | 8         | 9         | 10        |
| 37        | 11        | 12        | 13        | 14        | 15        | 16        | 17        |
| 38        | 18        | 19        | 20        | 21        | 22        | 23        | 24        |
| 39        | 25        | 26        | 27        | 28        | 29        | 30        |           |

| Oktober | Oktober | Oktober | Oktober | Oktober | Oktober | Oktober | Oktober |
| Kw      | Mo      | Di      | Mi      | Do      | Fr      | Sa      | So      |
| ------- | ------- | ------- | ------- | ------- | ------- | ------- | ------- |
| 39      |         |         |         |         |         |         | 1       |
| 40      | 2       | 3       | 4       | 5       | 6       | 7       | 8       |
| 41      | 9       | 10      | 11      | 12      | 13      | 14      | 15      |
| 42      | 16      | 17      | 18      | 19      | 20      | 21      | 22      |
| 43      | 23      | 24      | 25      | 26      | 27      | 28      | 29      |
| 44      | 30      | 31      |         |         |         |         |         |

| November | November | November | November | November | November | November | November |
| Kw       | Mo       | Di       | Mi       | Do       | Fr       | Sa       | So       |
| -------- | -------- | -------- | -------- | -------- | -------- | -------- | -------- |
| 44       |          |          | 1        | 2        | 3        | 4        | 5        |
| 45       | 6        | 7        | 8        | 9        | 10       | 11       | 12       |
| 46       | 13       | 14       | 15       | 16       | 17       | 18       | 19       |
| 47       | 20       | 21       | 22       | 23       | 24       | 25       | 26       |
| 48       | 27       | 28       | 29       | 30       |          |          |          |

| Dezember | Dezember | Dezember | Dezember | Dezember | Dezember | Dezember | Dezember |
| Kw       | Mo       | Di       | Mi       | Do       | Fr       | Sa       | So       |
| -------- | -------- | -------- | -------- | -------- | -------- | -------- | -------- |
| 48       |          |          |          |          | 1        | 2        | 3        |
| 49       | 4        | 5        | 6        | 7        | 8        | 9        | 10       |
| 50       | 11       | 12       | 13       | 14       | 15       | 16       | 17       |
| 51       | 18       | 19       | 20       | 21       | 22       | 23       | 24       |
| 52       | 25       | 26       | 27       | 28       | 29       | 30       | 31       |

| Januar | Januar | Januar | Januar | Januar | Januar | Januar | Januar |
| Kw     | Mo     | Di     | Mi     | Do     | Fr     | Sa     | So     |
| ------ | ------ | ------ | ------ | ------ | ------ | ------ | ------ |
| 52     |        |        |        |        |        |        | 1      |
| 1      | 2      | 3      | 4      | 5      | 6      | 7      | 8      |
| 2      | 9      | 10     | 11     | 12     | 13     | 14     | 15     |
| 3      | 16     | 17     | 18     | 19     | 20     | 21     | 22     |
| 4      | 23     | 24     | 25     | 26     | 27     | 28     | 29     |
| 5      | 30     | 31     |        |        |        |        |        |

| Februar | Februar | Februar | Februar | Februar | Februar | Februar | Februar |
| Kw      | Mo      | Di      | Mi      | Do      | Fr      | Sa      | So      |
| ------- | ------- | ------- | ------- | ------- | ------- | ------- | ------- |
| 5       |         |         | 1       | 2       | 3       | 4       | 5       |
| 6       | 6       | 7       | 8       | 9       | 10      | 11      | 12      |
| 7       | 13      | 14      | 15      | 16      | 17      | 18      | 19      |
| 8       | 20      | 21      | 22      | 23      | 24      | 25      | 26      |
| 9       | 27      | 28      |         |         |         |         |         |

| März | März | März | März | März | März | März | März |
| Kw   | Mo   | Di   | Mi   | Do   | Fr   | Sa   | So   |
| ---- | ---- | ---- | ---- | ---- | ---- | ---- | ---- |
| 9    |      |      | 1    | 2    | 3    | 4    | 5    |
| 10   | 6    | 7    | 8    | 9    | 10   | 11   | 12   |
| 11   | 13   | 14   | 15   | 16   | 17   | 18   | 19   |
| 12   | 20   | 21   | 22   | 23   | 24   | 25   | 26   |
| 13   | 27   | 28   | 29   | 30   | 31   |      |      |

| April | April | April | April | April | April | April | April |
| Kw    | Mo    | Di    | Mi    | Do    | Fr    | Sa    | So    |
| ----- | ----- | ----- | ----- | ----- | ----- | ----- | ----- |
| 13    |       |       |       |       |       | 1     | 2     |
| 14    | 3     | 4     | 5     | 6     | 7     | 8     | 9     |
| 15    | 10    | 11    | 12    | 13    | 14    | 15    | 16    |
| 16    | 17    | 18    | 19    | 20    | 21    | 22    | 23    |
| 17    | 24    | 25    | 26    | 27    | 28    | 29    | 30    |

| Mai | Mai | Mai | Mai | Mai | Mai | Mai | Mai |
| Kw  | Mo  | Di  | Mi  | Do  | Fr  | Sa  | So  |
| --- | --- | --- | --- | --- | --- | --- | --- |
| 18  | 1   | 2   | 3   | 4   | 5   | 6   | 7   |
| 19  | 8   | 9   | 10  | 11  | 12  | 13  | 14  |
| 20  | 15  | 16  | 17  | 18  | 19  | 20  | 21  |
| 21  | 22  | 23  | 24  | 25  | 26  | 27  | 28  |
| 22  | 29  | 30  | 31  |     |     |     |     |

| Juni | Juni | Juni | Juni | Juni | Juni | Juni | Juni |
| Kw   | Mo   | Di   | Mi   | Do   | Fr   | Sa   | So   |
| ---- | ---- | ---- | ---- | ---- | ---- | ---- | ---- |
| 22   |      |      |      | 1    | 2    | 3    | 4    |
| 23   | 5    | 6    | 7    | 8    | 9    | 10   | 11   |
| 24   | 12   | 13   | 14   | 15   | 16   | 17   | 18   |
| 25   | 19   | 20   | 21   | 22   | 23   | 24   | 25   |
| 26   | 26   | 27   | 28   | 29   | 30   |      |      |

| Juli | Juli | Juli | Juli | Juli | Juli | Juli | Juli |
| Kw   | Mo   | Di   | Mi   | Do   | Fr   | Sa   | So   |
| ---- | ---- | ---- | ---- | ---- | ---- | ---- | ---- |
| 26   |      |      |      |      |      | 1    | 2    |
| 27   | 3    | 4    | 5    | 6    | 7    | 8    | 9    |
| 28   | 10   | 11   | 12   | 13   | 14   | 15   | 16   |
| 29   | 17   | 18   | 19   | 20   | 21   | 22   | 23   |
| 30   | 24   | 25   | 26   | 27   | 28   | 29   | 30   |
| 31   | 31   |      |      |      |      |      |      |

| August | August | August | August | August | August | August | August |
| Kw     | Mo     | Di     | Mi     | Do     | Fr     | Sa     | So     |
| ------ | ------ | ------ | ------ | ------ | ------ | ------ | ------ |
| 31     |        | 1      | 2      | 3      | 4      | 5      | 6      |
| 32     | 7      | 8      | 9      | 10     | 11     | 12     | 13     |
| 33     | 14     | 15     | 16     | 17     | 18     | 19     | 20     |
| 34     | 21     | 22     | 23     | 24     | 25     | 26     | 27     |
| 35     | 28     | 29     | 30     | 31     |        |        |        |

| September | September | September | September | September | September | September | September |
| Kw        | Mo        | Di        | Mi        | Do        | Fr        | Sa        | So        |
| --------- | --------- | --------- | --------- | --------- | --------- | --------- | --------- |
| 35        |           |           |           |           | 1         | 2         | 3         |
| 36        | 4         | 5         | 6         | 7         | 8         | 9         | 10        |
| 37        | 11        | 12        | 13        | 14        | 15        | 16        | 17        |
| 38        | 18        | 19        | 20        | 21        | 22        | 23        | 24        |
| 39        | 25        | 26        | 27        | 28        | 29        | 30        |           |

| Oktober | Oktober | Oktober | Oktober | Oktober | Oktober | Oktober | Oktober |
| Kw      | Mo      | Di      | Mi      | Do      | Fr      | Sa      | So      |
| ------- | ------- | ------- | ------- | ------- | ------- | ------- | ------- |
| 39      |         |         |         |         |         |         | 1       |
| 40      | 2       | 3       | 4       | 5       | 6       | 7       | 8       |
| 41      | 9       | 10      | 11      | 12      | 13      | 14      | 15      |
| 42      | 16      | 17      | 18      | 19      | 20      | 21      | 22      |
| 43      | 23      | 24      | 25      | 26      | 27      | 28      | 29      |
| 44      | 30      | 31      |         |         |         |         |         |

| November | November | November | November | November | November | November | November |
| Kw       | Mo       | Di       | Mi       | Do       | Fr       | Sa       | So       |
| -------- | -------- | -------- | -------- | -------- | -------- | -------- | -------- |
| 44       |          |          | 1        | 2        | 3        | 4        | 5        |
| 45       | 6        | 7        | 8        | 9        | 10       | 11       | 12       |
| 46       | 13       | 14       | 15       | 16       | 17       | 18       | 19       |
| 47       | 20       | 21       | 22       | 23       | 24       | 25       | 26       |
| 48       | 27       | 28       | 29       | 30       |          |          |          |

| Dezember | Dezember | Dezember | Dezember | Dezember | Dezember | Dezember | Dezember |
| Kw       | Mo       | Di       | Mi       | Do       | Fr       | Sa       | So       |
| -------- | -------- | -------- | -------- | -------- | -------- | -------- | -------- |
| 48       |          |          |          |          | 1        | 2        | 3        |
| 49       | 4        | 5        | 6        | 7        | 8        | 9        | 10       |
| 50       | 11       | 12       | 13       | 14       | 15       | 16       | 17       |
| 51       | 18       | 19       | 20       | 21       | 22       | 23       | 24       |
| 52       | 25       | 26       | 27       | 28       | 29       | 30       | 31       |

## Ereignisse

### Politik und Weltgeschehen

#### Heiliges Römisches Reich

##### Die Königswahl Rudolfs I.
- Über ein Jahr nach dem Tod Richard von Cornwalls können sich die Kurfürsten weiterhin nicht auf einen Kandidaten als römisch-deutschen König einigen. Eine Fortführung des seit mehr als zwei Jahrzehnten andauernden Interregnums im Reich droht. Papst Gregor X. setzt den Fürsten im August ein Ultimatum. Der Mainzer Erzbischof und Erzkanzler Werner von Eppstein bringt daraufhin mit dem Grafen Siegfried von Anhalt und Rudolf von Habsburg zwei neue Kandidaten in die Wahlverhandlungen ein. Die Kurfürsten einigen sich schließlich im September auf Rudolf.
- Die vier rheinischen Kurfürsten treffen einander in Rhens zur Vorbesprechung der Wahl Rudolfs zum römisch-deutschen König. Dank seiner günstigen Grenzlage – hier treffen die Grenzen von vier der sieben Kurfürstentümer zusammen: Kurköln, Kurmainz, Kurtrier und die Kurpfalz – wird Rhens zum Versammlungsort der Kurfürsten.
- 1. Oktober: Rudolf I. wird zum römisch-deutschen König gewählt. Der böhmische König Ottokar II. Přemysl, der bei der Wahl nicht anwesend ist, verweigert Rudolf jedoch seine Anerkennung. Dieser fordert daraufhin im Gegenzug die Rückgabe während des Interregnums angeeigneter Reichsterritorien.
- 24. Oktober: Rudolf wird mit seiner Gemahlin Gertrud von Hohenberg vom Kölner Erzbischof Engelbert II. von Falkenburg im Aachener Dom gekrönt. Gertrud wechselt aus unbekanntem Grund daraufhin ihren Namen in Anna. Aachen wird in der Folge zur Krönungsstadt des Reichs.
- Ludwig der Strenge, Pfalzgraf bei Rhein, heiratet nach der Königswahl Rudolfs Tochter Mathilde, Albrecht II. von Sachsen-Wittenberg heiratet Rudolfs jüngere Tochter Agnes.

##### Weitere Ereignisse im Reich
- 23. September: Die Markgrafen Johann, Otto und Konrad I. von Brandenburg und Herzog Mestwin II. von Pommerellen schließen den Vertrag an der Dragebrücke: In dem Vertrag, der durch Vermittlung des Bischofs Hermann von Kammin zustande gekommen ist, nimmt Mestwin II. die Lande Schlawe, Rügenwalde und Stolp in Hinterpommern von den Markgrafen zu Lehen.

#### Südeuropa
- 22. Januar: Bei einem Feldzug gerät Muhammad I. ibn Nasr, Emir von Granada und Begründer der Dynastie der Nasriden, in einen Hinterhalt und wird getötet. Er hinterlässt ein weitgehend gefestigtes Reich. Nachfolger wird sein Sohn Muhammad II. al-Faqih, der allerdings zu einer Schaukelpolitik zwischen dem christlichen Königreich Kastilien und den erstarkenden Meriniden in Marokko gezwungen ist, da beide Mächte die Meerenge von Gibraltar beherrschen wollen. Dabei wird Muhammad II. von Aragon und Genua unterstützt, die als Seemächte des Mittelmeeres ein großes Interesse am freien Zugang zum Atlantik haben.

#### Asien
- Die seit 1267 andauernde Belagerung von Xiangyang durch Kublai Khan endet mit einem entscheidenden Sieg der angreifenden Mongolen, die damit den endgültigen Untergang der chinesischen Song-Dynastie einläuten.
- Sayyid Adschall Schams ad-Din Umar wird Statthalter der mongolischen Yuan-Dynastie in der Provinz Yunnan.

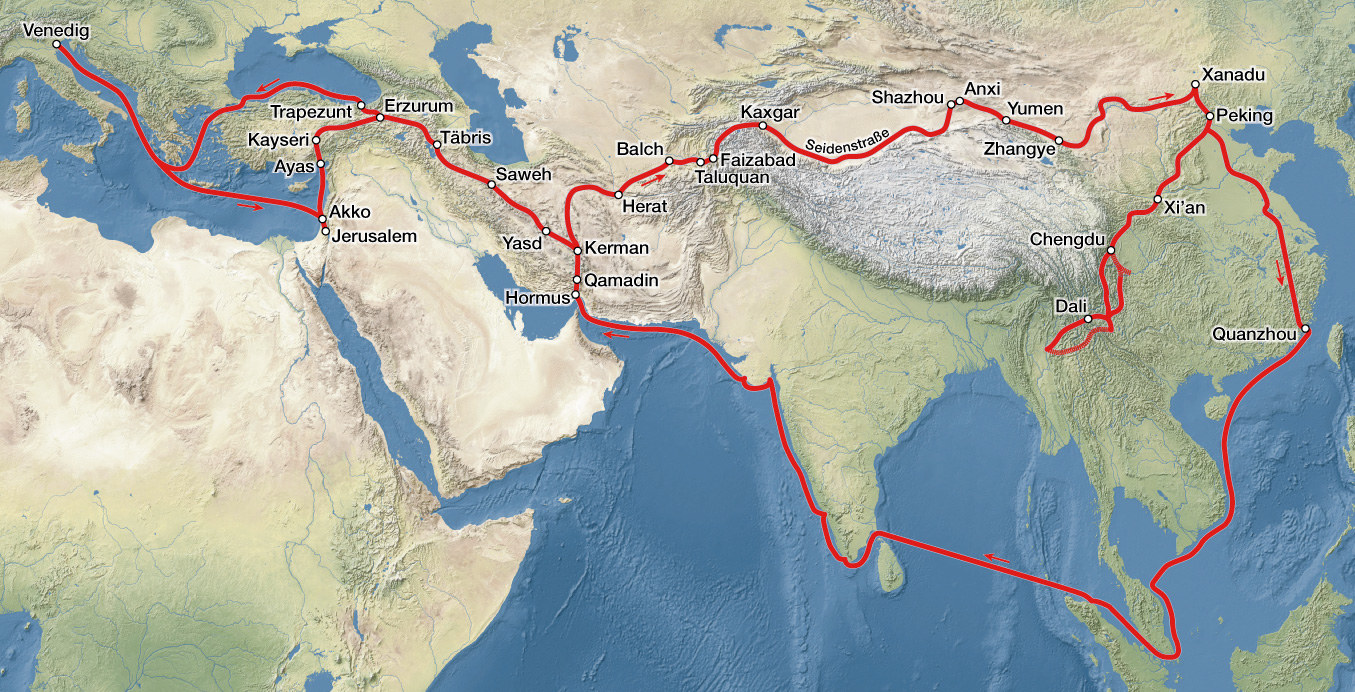
Angebliche Gesamtreiseroute der Polos

- Die Brüder Niccolò und Maffeo Polo erreichen mit ihrem Neffen Marco auf ihrer Reise über die Seidenstraße ins Reich des Kublai Khan die vor Jahren von den Mongolen zerstörte Stadt Balch. Die weitere Reise führt über die Stadt Taluquan sowie die Orte Ischkaschim und Qala Panja.

#### Urkundliche Ersterwähnungen
- Erste urkundliche Erwähnung von Bromberg, Brunegg, Buus, Däniken, Dürrenwaldstetten, Eckwil, Ilmenau, Leutwil, Lichtenstadt, Lupfig, Matt, Mönthal, Mülligen, Poppenrod, Rütschelen, Tägertschi, Thalau und Bad Wurzach

### Wirtschaft

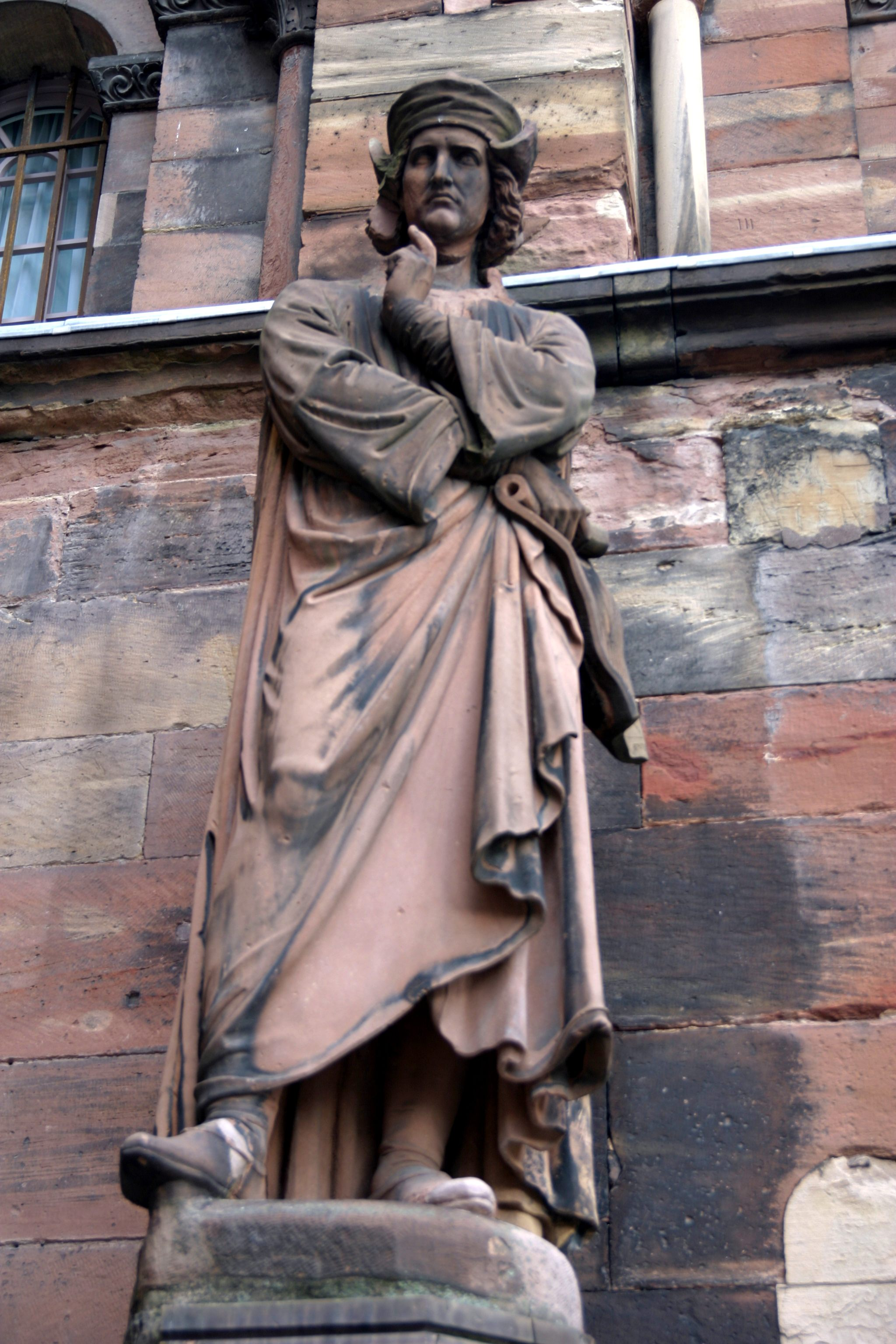
Erwin von Steinbach, Skulptur am Südportal des Straßburger Münsters

- Herbst/Winter: Die älteste Steinmetzhütte Deutschlands in Straßburg unter der Leitung von Erwin von Steinbach wird vom König Rudolf von Habsburg mit Privilegien ausgestattet.

### Religion
- Von dem am 28. Mai (Pfingstsonntag) von Papst Gregor X. zum Kardinalbischof von Albano ernannten Bonaventura (damit ehemaliger Generalminister der Franziskaner) sind eine unvollendete Reihe von Vorträgen, die dieser in Paris zwischen Ostern und Pfingsten hält, als Hörernachschriften in den Collationes in Hexaëmeron (Gespräche über das Sechstagewerk) erhalten.
- Pfingsten: Auf dem Generalkapitel der Dominikaner in Pest wird beschlossen, dass alle Schriften über die Alchemie binnen acht Tagen verbrannt werden sollen. Ungehorsam wird mit Gefängnis und Exkommunikation bestraft.
- 8. Juni: In Benediktbeuern findet die erste Fronleichnamsprozession statt.
- August: Bertho IV. von Bimbach wird Fürstabt der Fürstabtei Fulda, nachdem sein Vorgänger Bertho III. von Mackenzell sein Amt zurückgelegt hat.

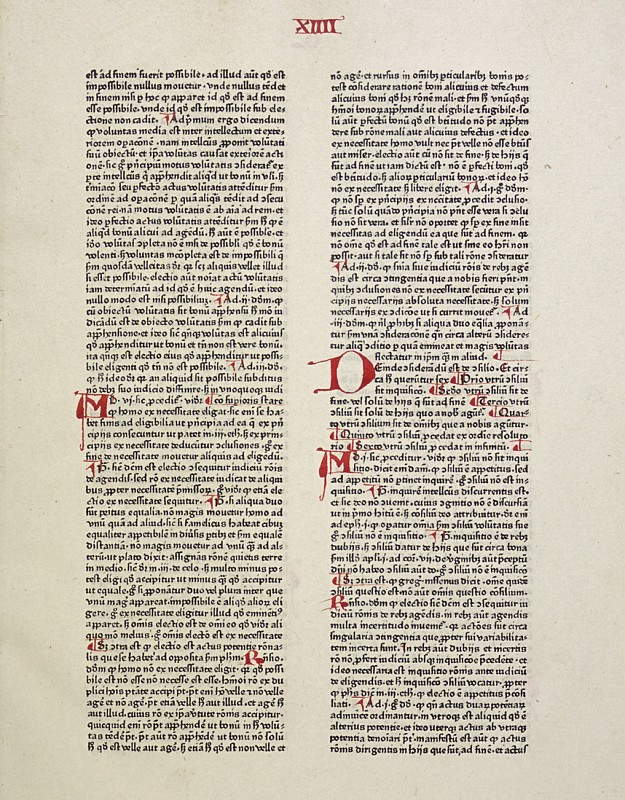
Summa theologica

- Thomas von Aquin beendet in Neapel seine 1266 begonnenen Summa theologica.
- Pierre de Tarentaise, der spätere Papst Innozenz V., wird Kardinalbischof von Ostia
- Das Zisterzienserkloster Stift Stams wird durch Graf Meinhard II. von Tirol und seine Frau Elisabeth gegründet.
- St. Sebald (Nürnberg) wird fertiggebaut.
- In Schottland wird Sweetheart Abbey gegründet.

## Geboren

### Geburtsdatum gesichert
- 14. Januar: Johanna I., Gräfin der Champagne und Königin von Navarra sowie Königin von Frankreich († 1305)
- 24. November: Alphonso, Earl of Chester, englischer Adeliger, Thronfolger des Königs von England († 1284)
- 15. Dezember: Aymon, Graf von Savoyen († 1343)

### Genaues Geburtsdatum unbekannt
- um 25. März: Henry Percy, 1. Baron Percy, englischer Adeliger und Militär († 1314)
- Abu’l-Fida, arabischer Chronist, Geograph und Emir von Hama († 1331)
- David VIII., König von Georgien († 1311)
- Friedrich der Kleine, Markgraf von Dresden († 1316)
- Marguerite von Anjou-Sizilien, Gräfin von Anjou und Gräfin von Maine († 1299)

### Geboren um 1273
- Eduard, Graf von Savoyen († 1329)

## Gestorben

### Todesdatum gesichert
- 22. Januar: Muhammad I. ibn Nasr, Emir von Granada (* um 1194)
- 25. Januar: Odo von Châteauroux, französischer Theologe und Kardinalbischof von Frascati (* um 1190)
- 12. Februar: Heinrich IV. von Geroldseck, Bischof von Straßburg (* um 1220)
- 17. März: Ita von Entringen, deutsche Adelige (* 1206)
- 25. März: Thomas Bérard, Großmeister des Templerordens
- 24. Mai: Rudolf von Valpelline, Bischof von Sitten
- 18. Juni: Jean de Cossonay, Bischof von Lausanne
- 8. Juli: Anno von Sangerhausen, Hochmeister des Deutschen Ordens
- 14. September: George de Cantilupe, englischer Adeliger (* 1251)
- 15. September: Henry of Sandwich, Bischof von London (* vor 1205)
- 9. Oktober: Elisabeth von Bayern, römisch-deutsche Königin, Königin von Sizilien und Jerusalem, Gräfin von Görz und Tirol (* um 1227)
- 11. Oktober: Hildebold von Wunstorf, Erzbischof von Bremen

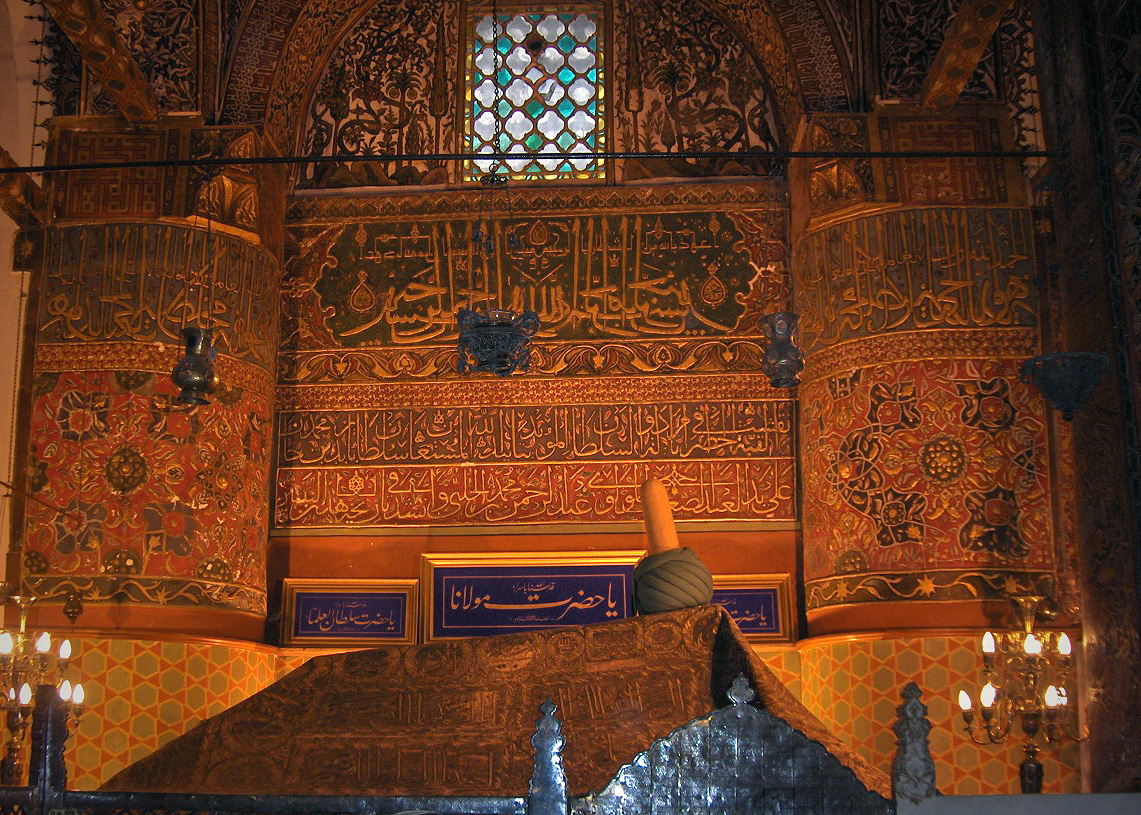
Rumi-Grab in Konya

- 17. Dezember: Dschalāl ad-Dīn ar-Rūmī, persischer Sufi-Mystiker, Gelehrter und Dichter, Begründer des Mevlevi Derwisch-Ordens (* 1207)

### Genaues Todesdatum unbekannt
- Sommer: Nikolaus von Calvi, italienischer Minorit, päpstlicher Kaplan und Bischof von Assisi
- Albert Suerbeer, Erzbischof von Armagh, Administrator von Chiemsee, Bischof von Lübeck und erster Erzbischof von Riga (vor 1200)
- Egno von Eppan, Fürstbischof von Brixen und Trient
- Herkus Monte, Herzog des prußischen Stammes der Natanger (* um 1225/1230)
- Jacoba von Settesoli, Selige der katholischen Kirche und Begleiterin von Franziskus (* 1190)
- Johannes I., Abt von Waldsassen
- Robert de Keldeleth, schottischer Mönch, Abt von Dunfermline und Melrose, Lordkanzler von Schottland, Guardian of Scotland
- Rudolf I., Ritter von Praunheim
- Smil von Zbraslav und Střílky, mährischer Adeliger und Klostergründer, Kastellan von Prerau und Burggraf von Brumov
- Wilhelm von Tripolis, Autor und Predigermönch der Dominikaner im Konvent von Akkon (* um 1220)

### Gestorben um 1273
- 1273/1274: Konrad II., Herzog von Schlesien und Elekt von Passau, Herzog von Glogau und Herzog von Crossen (* zwischen 1232 und 1235)